# Einheit GROM
Die Einheit GROM (polnisch Jednostka Wojskowa Grom, Jednostka Wojskowa 2305) ist ein militärischer Einsatzverband für spezielle Einsätze der polnischen Streitkräfte. Der Verband ist mit Delta Force (SFOD-D), Special Air Service (SAS) und United States Navy SEALs vergleichbar. 

## Namensgebung und Entstehung
Die vier Buchstaben GROM stehen offiziell für „Grupa Reagowania Operacyjno-Manewrowego“ (de: Gruppe der Operativ-Manövrier-Reaktion) und bedeuten wörtlich übersetzt Donner.
Die Spezialeinheit wurde 1990 unter Federführung von Oberstleutnant Sławomir Petelicki aufgestellt. Sie gehört zur Teilstreitkraft (TSK) Spezialkräfte, rekrutiert sich aber auch aus geeigneten Soldaten der übrigen TSK.

## Geschichte

### Vorläufer
In den frühen 1970er- und 1980er-Jahren gab es in der Polnische Volksarmee einige Spezialkräfte, die allerdings hauptsächlich in puren Militärtaktiken (wie Sabotage, Unterbrechung der feindlichen Kommunikation oder ähnliche) oder hauptsächlich in Terrorismusbekämpfung ausgebildet waren.
Nachdem 1982 die polnische Botschaft in Bern durch militante Mitglieder der Polnischen Revolutionären Heimatarmee besetzt wurde (vgl. Besetzung der polnischen Botschaft in Bern), schlug der polnische General Edwin Rozłubirski der Armeeführung vor, eine geheime Einheit zur Abwehr und Bekämpfung von terroristischen und anderen unkonventionellen Gefahren neu zu bilden. Der Vorschlag Rozłubirskis stieß jedoch innerhalb der Führungsriege der polnischen Volksarmee auf Ablehnung.
Erst 1990 kam es zu einer erneuten Diskussion, nachdem zwei polnische Diplomaten in Beirut erschossen worden waren. Daraufhin entsandte die polnische Regierung ein Kommando unter dem Befehl von Oberstleutnant Sławomir Petelicki, um die Sicherheit der polnischen Botschaft zu gewährleisten.

### Aufstellung

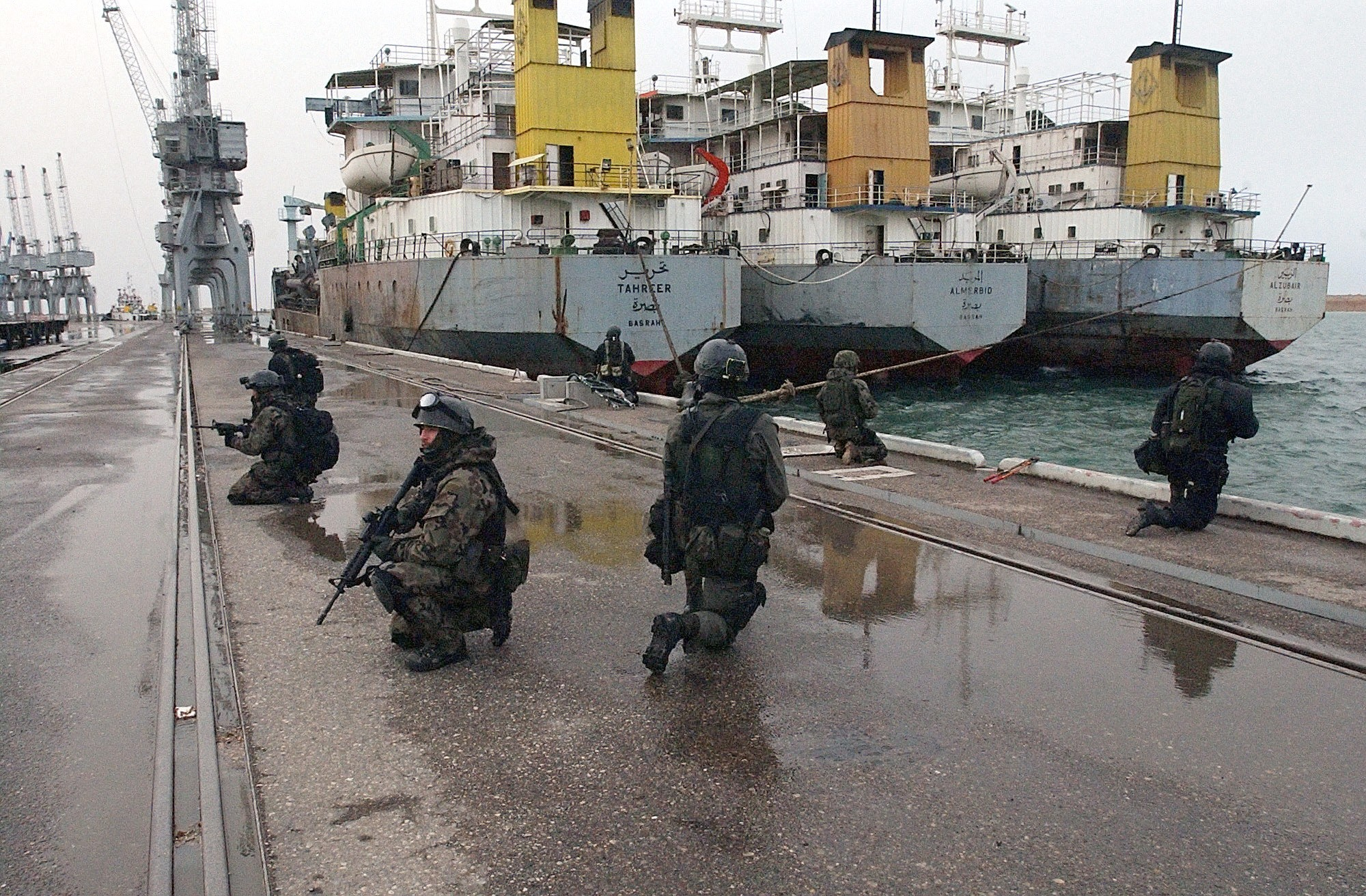
Angehörige der GROM-Einheit während der ersten Phase der Invasion im Irak, Umm Qasr im März 2003

Nach seiner Rückkehr nach Polen präsentierte Petelicki dem polnischen Verteidigungsministerium seine Idee von einer militärischen Sondereinheit, die für Sondereinsätze zum Schutz polnischer Staatsbürger speziell im Ausland ausgebildet sein sollte, um zukünftigen Gefahrensituationen wie denen im Libanon besser begegnen zu können.
Petelickis Ideen wurden vom Ministerium des Innern begrüßt, so dass bereits am 8. Juli des gleichen Jahres die Einheit mit der internen Bezeichnung JW 2305 (de: Militärische Einheit 2305) ins Leben gerufen wurde. 
Die JW 2305 war von 1999 bis 2007 dem polnischen Verteidigungsminister direkt unterstellt. Die Heimatkaserne befindet sich in Rembertów, einem östlichen Stadtteil Warschaus. Die Führungsstruktur ist stark an die der britischen Special Air Service (SAS) und der US-amerikanischen Delta Force angelehnt, die bei der Ausbildung der ersten Einheitsangehörigen einen nicht unbedeutenden Beitrag leisteten. Seit ihrer Aufstellung besteht die Einheit ausnahmslos aus Berufssoldaten. 

### Öffentlich bekannte Zwischenfälle
- Am 13. Mai 2002 starb ein Soldat der Einheit während eines Manövers in der Danziger Bucht. Durch einen plötzlichen Wetterumschwung trieb er nach einem Fallschirmsprung in Küstennähe auf das offene Meer. Rettungsmannschaften waren nicht rechtzeitig am Ort und konnten nur noch den Leichnam des Soldaten bergen. Es war der erste Soldat, der während des Dienstes getötet wurde.
- Am 5. Juni 2004 starben unter anderem zwei GROM-Mitglieder, die nach ihrer Dienstzeit bei der GROM für Blackwater USA tätig waren, bei einem Hinterhalt. Ein weiterer wurde verletzt. Ihr Konvoi wurde angegriffen, als er auf der Route Irish von der grünen Zone auf dem Weg zum Flughafen Bagdad war.[1][2]
- Am 23. Januar 2013 fiel in der Provinz Ghazni der erste GROM Soldat im Kampf.

### Öffentlich bekannte Einsätze
- 1994: Operation Uphold Democracy auf Haiti – gemeinsam mit der 3. Special Forces Group der United States Army Special Forces Command (Airborne)
- 1997: Einsätze im ehemaligen Jugoslawien, Festnahme des serbischen Kriegsverbrechers Slavko Dokmanović
- 1999: Schutz von UN-Generalsekretär Boutros Boutros-Ghali
- Seit 2001: Operation Enduring Freedom
- Seit 2001: Krieg in Afghanistan
- 2003 bis 2008: Operation Iraqi Freedom, unter anderem in der Schlacht um Umm Qasr

## Auftrag
1. CT (eng. Counterterrorism) – Anti-Terror, also die tatsächliche Bekämpfung und Vernichtung von Terroristen. Der Begriff umfasst sowohl eine unmittelbare militärische Antwort auf terroristische Bedrohungen als auch Operationen, bei denen Polizeikräfte überfordert wären (Beispiel: Besetzung der iranischen Botschaft 1980 in London – Operation Nimrod). Dies umfasst auch die Befreiung von Geiseln.
2. PR (eng. Personal Recovery) – Combat Search and Rescue sowie die Evakuierung von Botschaftspersonal aus bedrohlichen Situationen.
3. SR (eng. Special Reconnaissance) – Fernspähaufklärung, als Informationsgewinnung in der Deep Combat Zone über Standort und Marschrichtung feindlicher Verbände und deren Bewaffnung sowie vor Ort Bewertung der Wirkung eigener  Artillerie- und Luftangriffe.
4. DA (eng. Direct Action) – unmittelbare Kommandoeinsätze durch Handstreich oder Hinterhalt insbesondere zur Bekämpfung von Schlüsselzielen wie Kommandozentralen, Luftwaffenbasen, Kriegshäfen, Fernmeldeeinrichtungen oder zentrale Einrichtungen der Energieversorgung.
5. MS (eng. Military Support) – militärischer Unterstützung, Ausbildung von verbündeten und eigenen Einheiten in Friedenszeiten. Unterstützung und Beratung von Verbündeten in Kriegs- und Krisensituationen.
6. UW (eng. Unconventional Warfare) – unkonventionelle Kriegsführung, beispielsweise Durchbrüche zu eigenen eingeschlossenen Einheiten sowie Guerillakriegsführung.
7. CSAR (eng. Combat Search and Rescue) – Durchführung von Rettungsaktionen von abgeschossenen Flugzeugbesatzungen und anderen militärischen und zivilen Personen im Feindgebiet.

## Organisation
Die GROM besteht aus etwa 300 Berufssoldaten, darunter befinden sich auch einige Frauen in der Verhandlungsgruppe. Genaue Informationen bezüglich Mannstärke und Organisationsstrukturen unterliegen der militärischen Geheimhaltung. Bekannt ist jedoch, dass eine Einsatzgruppe in der Regel aus vier Soldaten besteht, von denen jeder einzelne zwei Sonderaufgaben übernehmen kann.

### Kommandeure Jednostka Wojskowa Grom
| Nr. | Dienstgrad, Name                  | Dienstzeit                              | Bemerkung                                        |
| --- | --------------------------------- | --------------------------------------- | ------------------------------------------------ |
| 14  | Oberst Mariusz Pawluk             | Seit dem 14. März 2017                  |                                                  |
| 13  | Oberst Robert Kopacki             | 8. September 2016 bis 14. März 2017     |                                                  |
| 12  | Oberst Piotr Gąstał               | 28. Juli 2011 bis 7. September 2016     |                                                  |
| 11  | Oberst Jerzy Gut                  | 6. August 2010 bis 28. Juli 2011        |                                                  |
| 10  | Oberst Dariusz Zawadka            | 24. Juli 2008 bis 6. August 2010        |                                                  |
| 9   | Oberst Jerzy Gut                  | 25. März 2008 bis 24. Juli 2008         |                                                  |
| 8   | Oberst Piotr Patalong             | 8. November 2006 bis 25. März 2008      | später Befehlshaber der Polnischen Spezialkräfte |
| 7   | Brigadegeneral Roman Polko        | 23. Februar 2006 bis 8. November 2006   | später Divisionsgeneral                          |
| 6   | Oberst Tadeusz Sapierzyński       | 11. Februar 2004 bis 23. Februar 2006   |                                                  |
| 5   | Oberst Roman Polko                | 26. Mai 2000 bis 11. Februar 2004       |                                                  |
| 4   | Oberst Zdzisław Żurawski          | 17. September 1999 bis 26. Mai 2000     |                                                  |
| 3   | Brigadegeneral Sławomir Petelicki | 7. Dezember 1997 bis 17. September 1999 | † 16. Juni 2012                                  |
| 2   | Brigadegeneral Marian Sowiński    | 19. Dezember 1995 bis 6. Dezember 1997  |                                                  |
| 1   | Oberstleutnant Sławomir Petelicki | 13. Juli 1990 bis 19. Dezember 1995     |                                                  |

## Rekrutierung und Ausbildung
Die Aufnahmeanforderungen der GROM orientieren sich in erster Linie an denen der britischen SAS. Jeder Bewerber muss sich vor seinem Beitrittsgesuch darüber im Klaren sein, dass er an keinem einmaligen Wettkampf teilnimmt, sondern eine mehrjährige, äußerst anspruchsvolle und gefährliche Ausbildung durchläuft und an Gefechtseinsätzen teilnimmt.
Seit im Jahr 1990 mit der Rekrutierung begonnen wurde, kommen Bewerber hauptsächlich aus den Reihen der anderen Fallschirmjäger- und Spezialeinheiten der polnischen Streitkräfte. Dies sind das 1 Samodzielny Batalion Szturmowy (jetzt Jednostka Wojskowa Komandosów) aus Lubliniec (de: 1. Autonomes Sturmbataillon), die 6 Brygada Powietrznodesantowa (de: 6. Luftlandebrigade) aus Kraków und andere. Neben Kandidaten aus den Spezialkräften von Policja oder Straż Graniczna werden auch Zivilisten u. a. mit Hochschulabschluss zur Bewerbung zugelassen.
Zu Beginn der Rekrutierung muss jeder Kandidat ein Motivationsschreiben einreichen. Aus den 300 bis 400 jährlich eingereichten Bewerbungen werden nur wenige Bewerber zu psychischen und physischen Tests eingeladen. Diese bestehen unter anderem aus einem 100-m-Sprint und einem 3000-m-Lauf, Schwimm- und Tauchübungen, Orientierungstests und ein sogenannter Gewaltmarsch über mehrere Tage mit bis zu 40 kg Gepäck (vergleichbar mit der Abschlussprüfung des KSK in der sogenannten Höllenwoche) auf dem Testprogramm sowie zahlreichen anderen körperlichen Belastungstests.
Im weiteren Verlauf der Ausbildung wird besonderer Wert auf die Kampf- und Schießausbildung gelegt, in der nur mit scharfer Munition geschossen wird.

## Ausrüstung

### Kurzwaffen
- Glock 17 / Glock 18 / Glock 22
- H&K USP
- SIG Sauer P226 / P228
- Mk 23 SOCOM Modell 0

### Maschinenpistolen
- MP5
- P90

### Sturmgewehre
- HK416
- Colt M4
- Sturmgewehr H&K G36
- Sturmgewehr H&K G36K
- SIG 551

### Maschinengewehre
- PKM
- FN Minimi PARA

### Scharfschützengewehre
- Präzisionsschützengewehr H&K PSG1
- KAC SR-25
- Cheytac M200
- PGM Précision 338
- PGM Hécate II (schweres Präzisionsgewehr im Kaliber 12,7 × 99 mm NATO)
- AWM .338 LM
- M107

### Granatwerfer
- M203

### Flinten
- M870 Remington, eine Version der Remington 870

### Handgranaten
- Blendgranaten NIKO, P1 und P2-II
- F1 und RG42
- Rauchgranaten

## Militärische Tradition
Die Grom führt die militärische Tradition der Cichociemni fort, einer geheimen polnischen Fallschirmjägereinheit, die während des Zweiten Weltkriegs im besetzten Polen operierte, zahlreiche Attentate auf Gestapo- und SS-Offiziere durchführte und am Warschauer Aufstand beteiligt war.
Nach der Gründung der GROM erhielten alle ehemaligen Mitglieder der Cichociemni einen Ehrenkombattantenstatus in der neugegründeten Einheit. Auf dem Kasernengelände in Warschau-Rembertów befindet sich ein Gedenk- und Dokumentationsraum, in dem persönliche Ausrüstungsgegenstände von Mitgliedern der Cichociemni ausgestellt sind.

## Partnerschaften mit ausländischen Spezialeinheiten
- Vereinigtes Königreich – Special Air Service
- Israel – Sajeret Matkal
- Vereinigte Staaten – Navy Seals
- Vereinigte Staaten – US Army SF
- Vereinigte Staaten – 1st SFODD[3]